# Třezalka kalíškatá

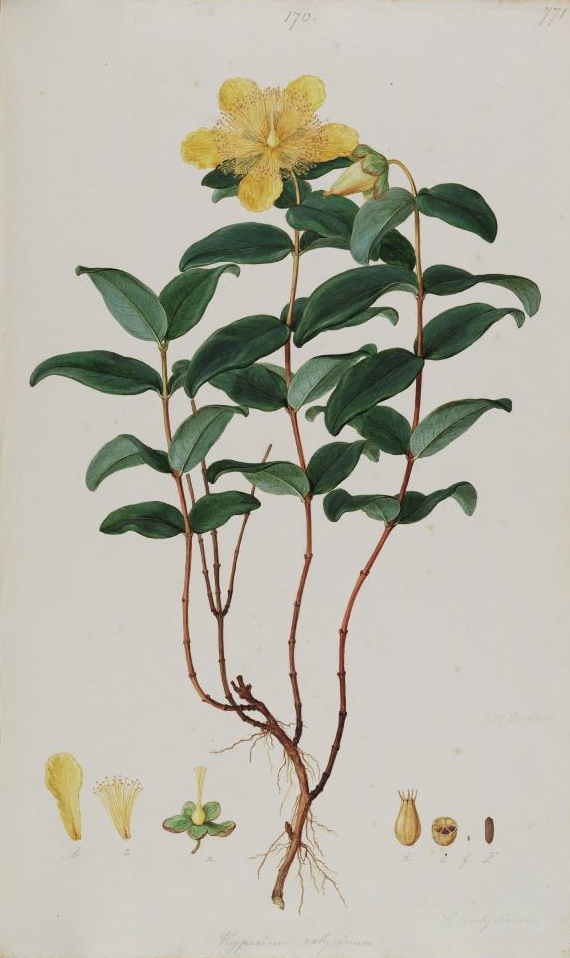
Popisná kresba - třezalka kalíškatá (Hypericum calycinum)

Třezalka kalíškatá (Hypericum calycinum) je nízký rozprostřený keř, náležící do čeledi třezalkovité (Hypericaceae). Patří mezi opadavé dřeviny. Rostlina je původní ve východním Středomoří.

## Popis
Nízký keř (25 – 50 cm) s vonnými celokrajnými křehkými kopinatými listy a velkými (5 – 7 cm) nápadnými žlutými květy. Kvete v červenci až září.

## Pěstování
Nesmí být pěstována na výsluní, dochází k popálení listů a květů – tvoří se hnědé skvrny. Vyhovují jí světlé polohy i polostín a propustné vlhké živné půdy. Množení semeny a řízky.
Rostliny je vhodné brzy na jaře a běžně i během sezóny silně seřezat na výšku několika centimetrů (přejet navysoko sekačkou). Pěstuje se jako náhrada trávníku, používá se jako „živý mulč“ pod stromy.

## Kultivary
- 'Hidcote' – oblíbený kultivar s velkými květy.